# U-Bahnhof Zwickauer Damm

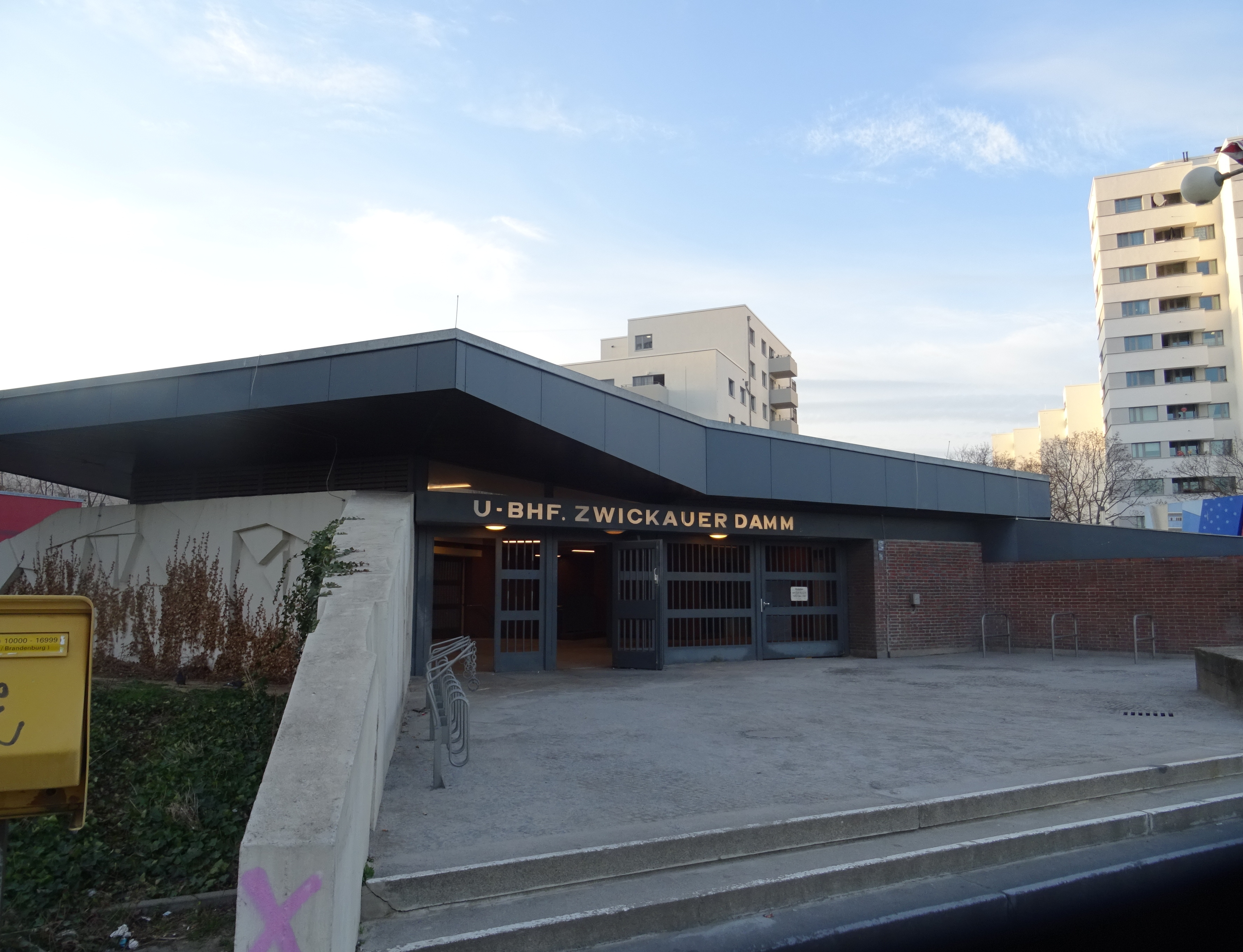
Bahnhofseingang am Zwickauer Damm

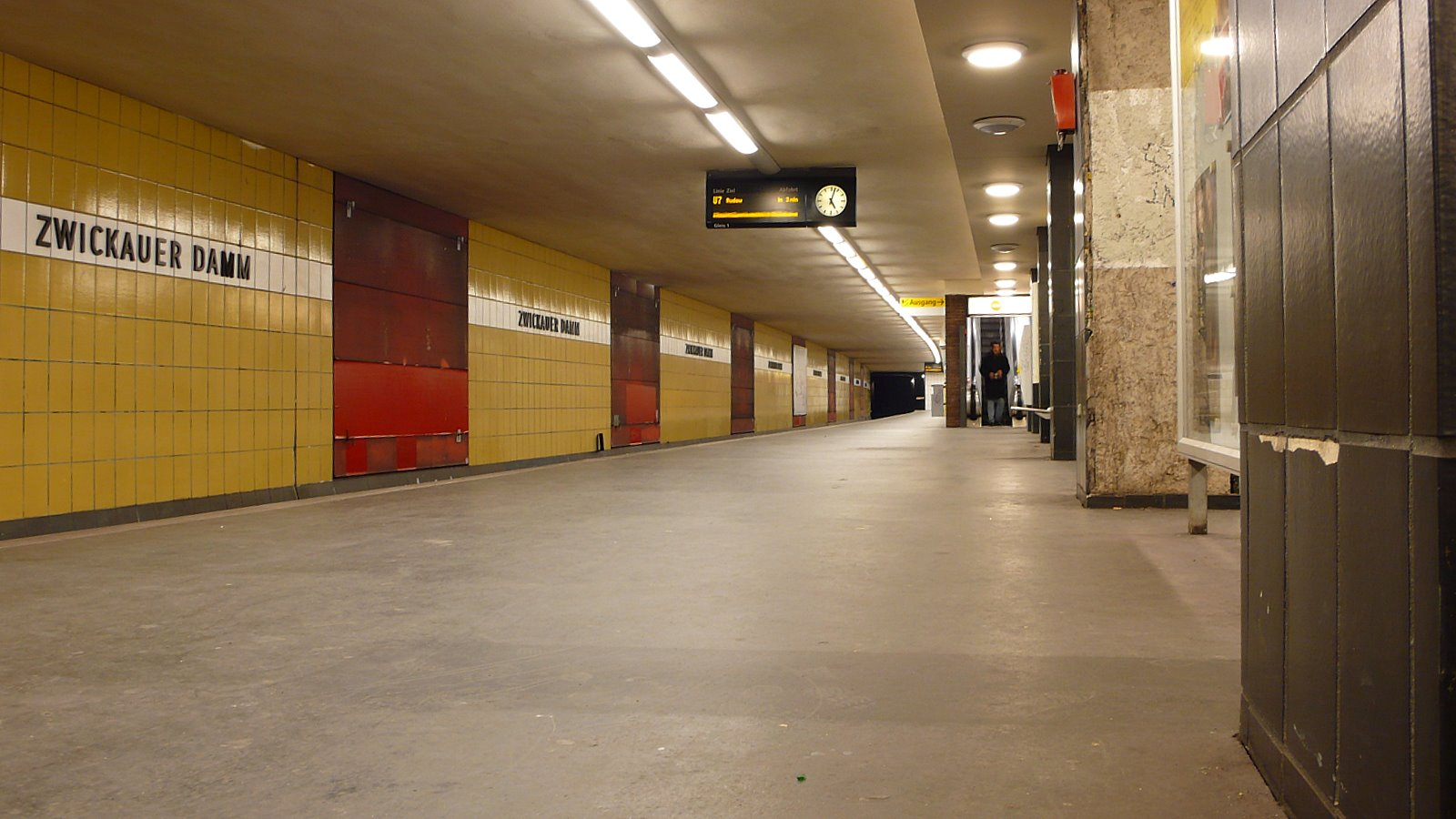
Bahnsteig

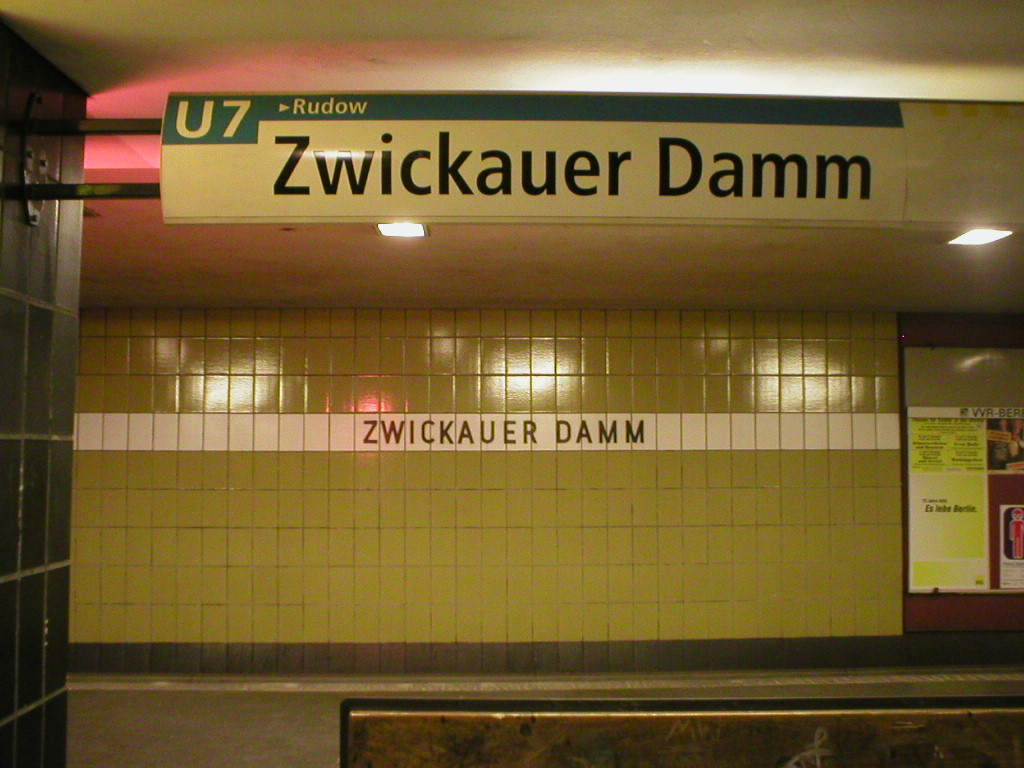
Beschilderung

Der U-Bahnhof Zwickauer Damm ist eine Station der Berliner U-Bahn-Linie U7. Sie wurde am 2. Januar 1970 im Zuge der Verlängerung der Linie bis zum Zwickauer Damm eröffnet und ist 629 Meter vom U-Bahnhof Wutzkyallee sowie 1103 Meter vom U-Bahnhof Rudow entfernt. Die Station liegt im Ortsteil Gropiusstadt, im Bahnhofsverzeichnis der BVG hat der Bahnhof das Kürzel Zd.
Der Bahnhofsinnenraum wurde von dem Architekten Rainer G. Rümmler gestaltet und ist den letzten beiden Stationen Wutzkyallee und Lipschitzallee vom Baustil ähnlich. Der Bahnhof verfügt über einen Mittelbahnsteig mit einer Treppenanlage in der Mitte, deren Wände aus Ziegelsteinen bestehen. Die Wände des Bahnhofs sind hellockerfarben und werden durch einen durchgezogenen weißen Streifen unterbrochen, auf dem der Stationsname aufgetragen ist. Die Mittelstützen sind dunkelgrau bis schwarz, Decken und Bahnsteig haben eine graue Farbe. 
Bei seiner Eröffnung war der Bahnhof Zwickauer Damm Endstation der U7, bis die Linie am 1. Juni 1972 etwa zweieinhalb Jahre später bis zum Bahnhof Rudow erweitert wurde.
Ende 2018 wurde der Bahnhof zusammen mit zwölf weiteren Stationen als Zeitzeuge für den West-Berliner U-Bahn-Bau der 1960er und 1970er Jahre unter Denkmalschutz gestellt.
Seit dem 22. Januar 2020 ist der Bahnhof durch einen Aufzug barrierefrei zugänglich, die Kosten beliefen sich auf 1,6 Millionen Euro.

## Anbindung
| Linie | Verlauf |
| ----- | --- |
|       | Rathaus Spandau – Altstadt Spandau – Zitadelle – Haselhorst – Paulsternstraße – Rohrdamm – Siemensdamm – Halemweg – Jakob-Kaiser-Platz – Jungfernheide – Mierendorffplatz – Richard-Wagner-Platz – Bismarckstraße – Wilmersdorfer Straße – Adenauerplatz – Konstanzer Straße – Fehrbelliner Platz – Blissestraße – Berliner Straße – Bayerischer Platz – Eisenacher Straße – Kleistpark – Yorckstraße – Möckernbrücke – Mehringdamm – Gneisenaustraße – Südstern – Hermannplatz – Rathaus Neukölln – Karl-Marx-Straße – Neukölln – Grenzallee – Blaschkoallee – Parchimer Allee – Britz-Süd – Johannisthaler Chaussee – Lipschitzallee – Wutzkyallee – Zwickauer Damm – Rudow |

Am U-Bahnhof bestehen – neben der Verbindung über die Linie U7 – Umsteigemöglichkeiten zum Omnibusverkehr der Linie 271 der BVG.